# Saint-Bomer
Pour l’article homonyme, voir Saint-Bômer-les-Forges.
Saint-Bomer est une commune française située dans le département d'Eure-et-Loir en région Centre-Val de Loire, faisant partie de la communauté de communes du Perche.

## Géographie

### Situation

Situation géographique
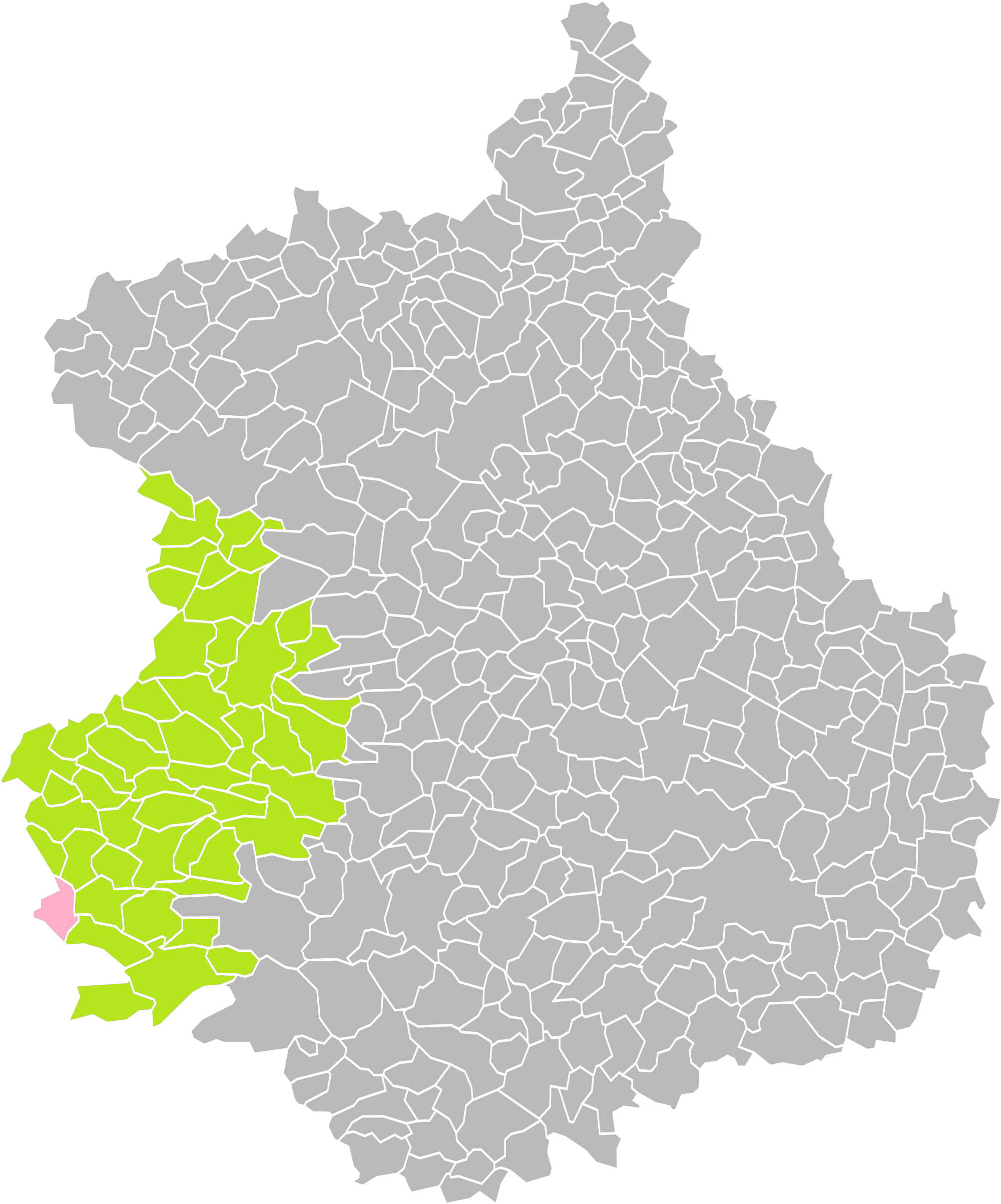
Saint-Bomer dans son arrondissement.
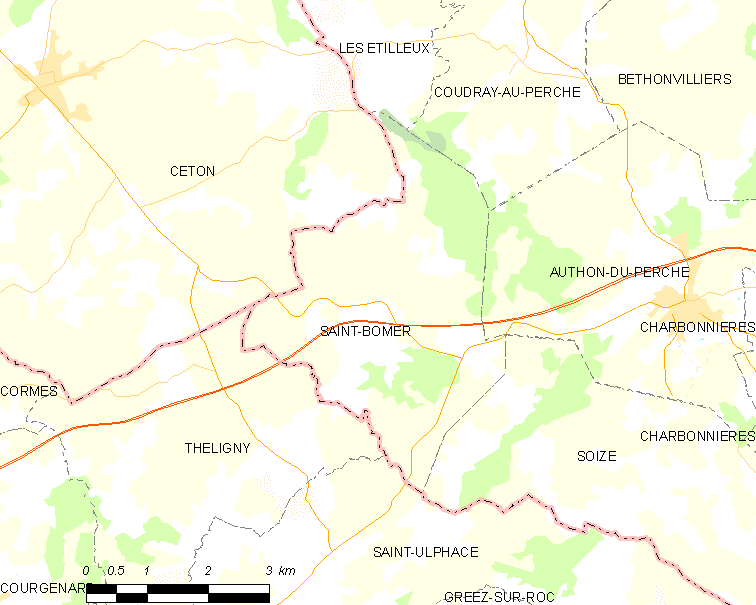
Carte de la commune de Saint-Bomer.

### Communes, départements et régions limitrophes
Saint-Bomer, commune du département d'Eure-et-Loir en région Centre-Val de Loire, est limitrophe de deux départements, l'Orne et la Sarthe, appartenant chacun à une région différente, respectivement la Normandie et les Pays de la Loire.
|                   | Les Étilleux           | Coudray-au-Perche |
| Ceton (Orne)      | Saint-Bomer            | Authon-du-Perche  |
| Théligny (Sarthe) | Saint-Ulphace (Sarthe) | Soizé             |

### Hydrographie
La commune est traversée par la rivière Braye, affluent en rive droite du Loir, lui-même sous-affluent du fleuve la Loire par la Sarthe et la Maine.

### Climat
Pour des articles plus généraux, voir Climat du Centre-Val de Loire et Climat du Val-d'Oise.
En 2010, le climat de la commune est de type climat océanique dégradé des plaines du Centre et du Nord, selon une étude du CNRS s'appuyant sur une série de données couvrant la période 1971-2000. En 2020, Météo-France publie une typologie des climats de la France métropolitaine dans laquelle la commune est exposée à un climat océanique altéré et est dans la région climatique  Moyenne vallée de la Loire, caractérisée par une bonne insolation (1 850 h/an) et un été peu pluvieux. 
Pour la période 1971-2000, la température annuelle moyenne est de 10,3 °C, avec une amplitude thermique annuelle de 14,7 °C. Le cumul annuel moyen de précipitations est de 773 mm, avec 12,3 jours de précipitations en janvier et 7,7 jours en juillet. Pour la période 1991-2020, la température moyenne annuelle observée sur la station météorologique de Météo-France la plus proche, « Deauville », sur la commune de Deauville à 5 360 km à vol d'oiseau, est de 0,0 °C et le cumul annuel moyen de précipitations est de 0,0 mm,. Pour l'avenir, les paramètres climatiques de la commune estimés pour 2050 selon différents scénarios d'émission de gaz à effet de serre sont consultables sur un site dédié publié par Météo-France en novembre 2022.

## Urbanisme

### Typologie
Au 1er janvier 2024, Saint-Bomer est catégorisée commune rurale à habitat très dispersé, selon la nouvelle grille communale de densité à 7 niveaux définie par l'Insee en 2022.
Elle est située hors unité urbaine. Par ailleurs la commune fait partie de l'aire d'attraction de Nogent-le-Rotrou, dont elle est une commune de la couronne,. Cette aire, qui regroupe 25 communes, est catégorisée dans les aires de moins de 50 000 habitants,.

### Occupation des sols
L'occupation des sols de la commune, telle qu'elle ressort de la base de données européenne d’occupation biophysique des sols Corine Land Cover (CLC), est marquée par l'importance des territoires agricoles (78,6 % en 2018), une proportion identique à celle de 1990 (78,6 %). La répartition détaillée en 2018 est la suivante : 
terres arables (54,6 %), prairies (24 %), forêts (21,4 %). L'évolution de l’occupation des sols de la commune et de ses infrastructures peut être observée sur les différentes représentations cartographiques du territoire : la carte de Cassini (XVIIIe siècle), la carte d'état-major (1820-1866) et les cartes ou photos aériennes de l'IGN pour la période actuelle (1950 à aujourd'hui).

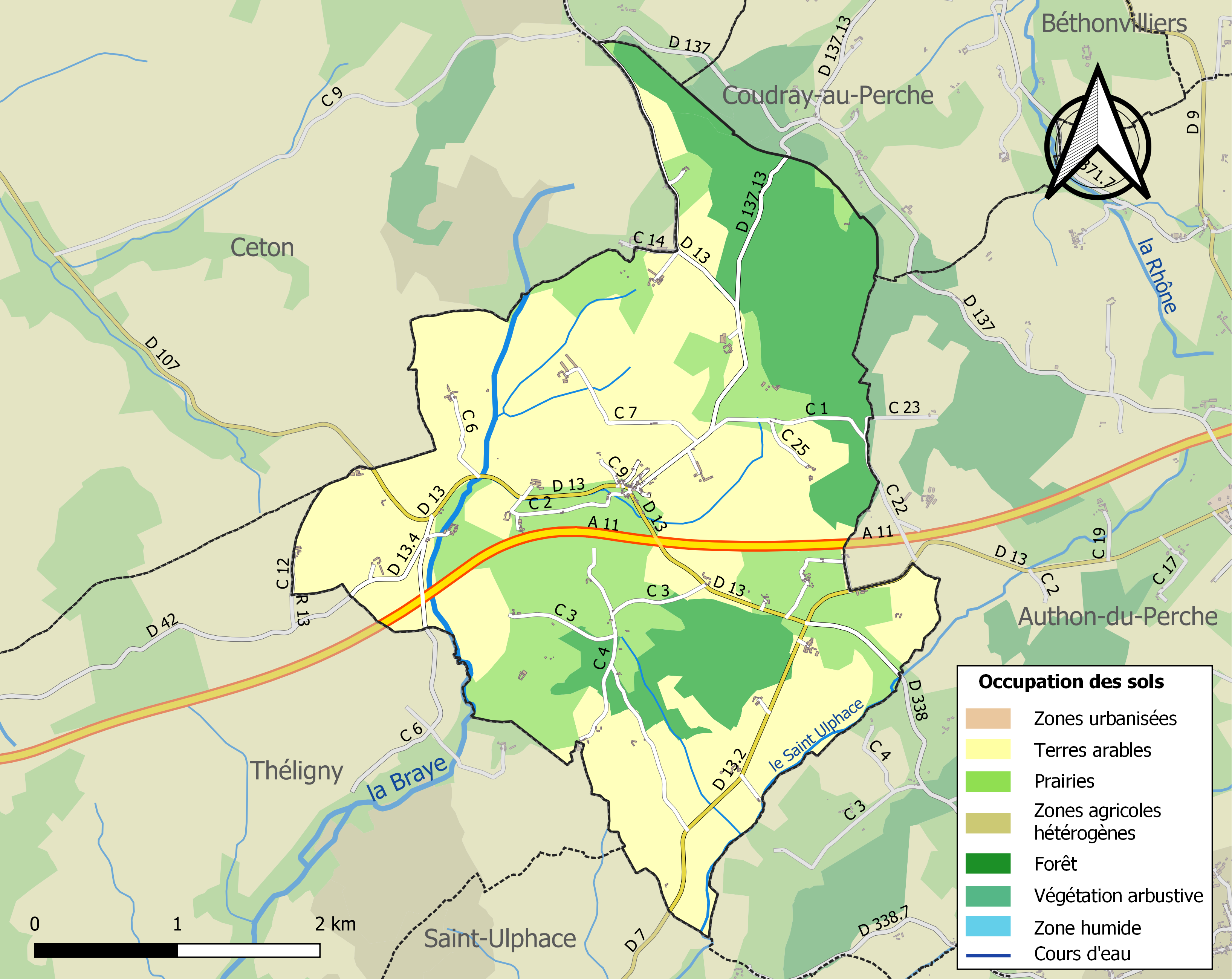
Carte des infrastructures et de l'occupation des sols de la commune en 2018 (CLC).

### Risques majeurs
Le territoire de la commune de Saint-Bomer est vulnérable à différents aléas naturels : météorologiques (tempête, orage, neige, grand froid, canicule ou sécheresse), inondations, mouvements de terrains et séisme (sismicité très faible). Il est également exposé à un risque technologique, le transport de matières dangereuses. Un site publié par le BRGM permet d'évaluer simplement et rapidement les risques d'un bien localisé soit par son adresse soit par le numéro de sa parcelle.

#### Risques naturels
Certaines parties du territoire communal sont susceptibles d’être affectées par le risque d’inondation par débordement de cours d'eau, notamment la Braye. La commune a été reconnue en état de catastrophe naturelle au titre des dommages causés par les inondations et coulées de boue survenues en 1999,.

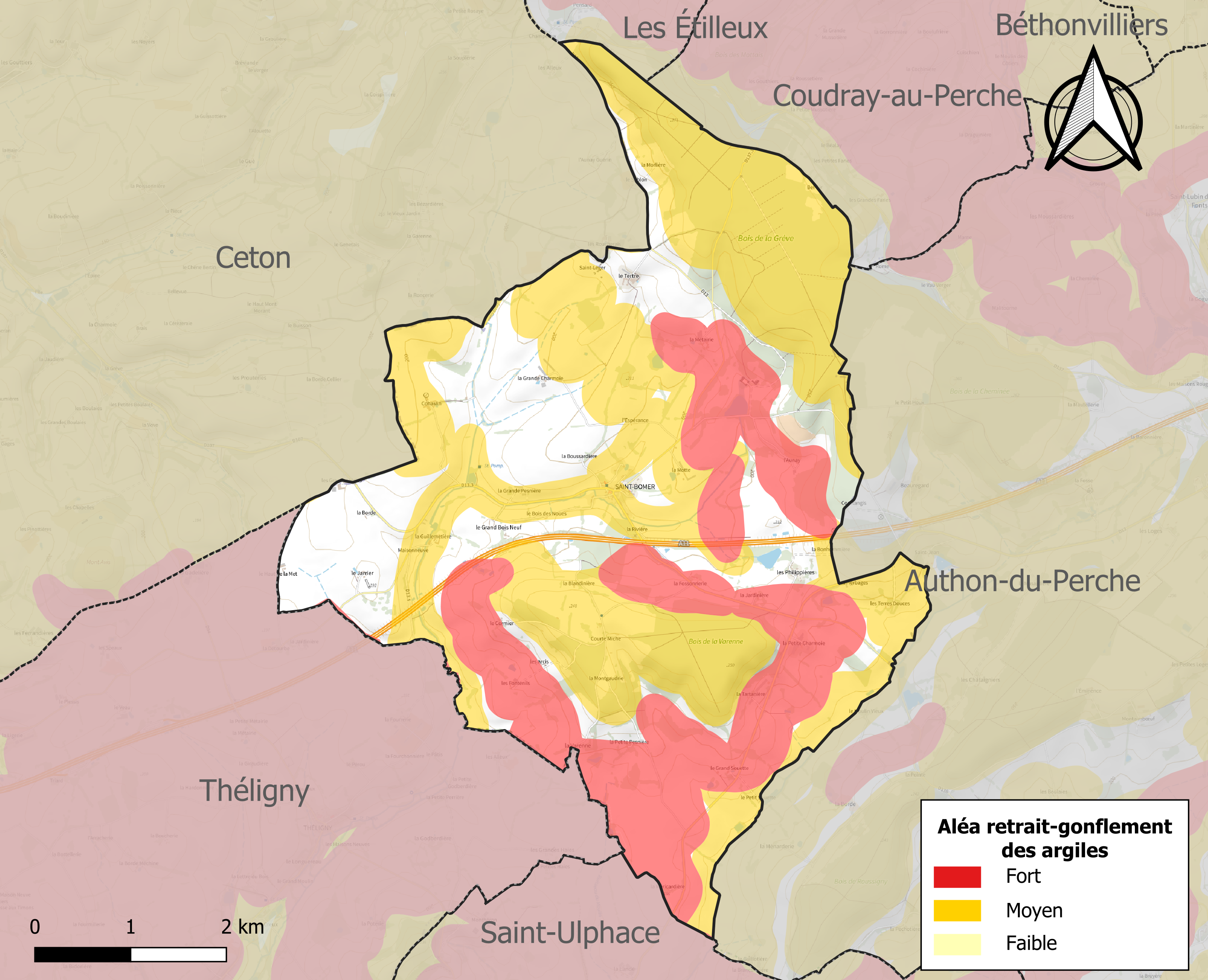
Carte des zones d'aléa retrait-gonflement des sols argileux de Saint-Bomer.

Les mouvements de terrains susceptibles de se produire sur la commune sont des mouvements de sols liés à la présence d'argile, des affaissements et effondrements liés aux cavités souterraines (hors mines) et des effondrements généralisés. L'inventaire national des cavités souterraines permet de localiser celles situées sur la commune.
Le retrait-gonflement des sols argileux est susceptible d'engendrer des dommages importants aux bâtiments en cas d’alternance de périodes de sécheresse et de pluie. 75,5 % de la superficie communale est en aléa moyen ou fort (52,8 % au niveau départemental et 48,5 % au niveau national). Sur les 110 bâtiments dénombrés sur la commune en 2019, 79 sont en aléa moyen ou fort, soit 72 %, à comparer aux 70 % au niveau départemental et 54 % au niveau national. Une cartographie de l'exposition du territoire national au retrait gonflement des sols argileux est disponible sur le site du BRGM,.
Concernant les mouvements de terrains, la commune a été reconnue en état de catastrophe naturelle au titre des dommages causés par la sécheresse en 2003 et 2009 et par des mouvements de terrain en 1999.

#### Risques technologiques
Le risque de transport de matières dangereuses sur la commune est lié à sa traversée par des infrastructures routières ou ferroviaires importantes ou la présence d'une canalisation de transport d'hydrocarbures. Un accident se produisant sur de telles infrastructures est en effet susceptible d’avoir des effets graves au bâti ou aux personnes jusqu’à 350 m, selon la nature du matériau transporté. Des dispositions d’urbanisme peuvent être préconisées en conséquence.

## Toponymie
Le nom de la localité est attesté sous les formes Bohemad  en 1130, Botmeius vers 1140.
Saint-Bomer est un hagiotoponyme faisant référence au prêtre Bomer ayant eu un temps de vie monastique au monastère de Micy dans les proches environs d'Orléans. Il mourut le 3 novembre 537 dans une retraite qu'il s'était choisie sur les bords de la rivière de Braye à Saint-Bomer. Son corps y fut enterré et y est resté jusqu'au IXe siècle.

## Histoire
- Jusqu'en 1790, la paroisse est rattachée au diocèse du Mans. Depuis cette date, elle fait partie de la paroisse Saint-Lubin du Perche et dépend du diocèse de Chartres[21].

## Politique et administration

### Liste des maires
| Période                                  | Période      | Identité              | Étiquette | Qualité                            |
| ---------------------------------------- | ------------ | --------------------- | --------- | ---------------------------------- |
| Les données manquantes sont à compléter. |              |                       |           |                                    |
| 1977                                     | 1989         | M. Simon              | SE        |                                    |
| 1989                                     | 2008         | Honoré Chauvin        | DVG       | Enseignant                         |
| mars 2008                                | 2014         | Christian du Plessis  | SE        | Agriculteur                        |
| mars 2014                                | juillet 2020 | Jean Hareau           | SE        | Conducteur de travaux hydrauliques |
| juillet 2020                             | En cours     | Jean Albert Bassoulet |           |                                    |

## Population et société

### Démographie
L'évolution du nombre d'habitants est connue à travers les recensements de la population effectués dans la commune depuis 1793. Pour les communes de moins de 10 000 habitants, une enquête de recensement portant sur toute la population est réalisée tous les cinq ans, les populations de référence des années intermédiaires étant quant à elles estimées par interpolation ou extrapolation. Pour la commune, le premier recensement exhaustif entrant dans le cadre du nouveau dispositif a été réalisé en 2006.

En 2022, la commune comptait 194 habitants, en évolution de −3 % par rapport à 2016 (Eure-et-Loir : −0,23 %, France hors Mayotte : +2,11 %).
| 1793 | 1800 | 1806 | 1821 | 1831 | 1836 | 1841 | 1846 | 1851 |
| ---- | ---- | ---- | ---- | ---- | ---- | ---- | ---- | ---- |
| 429  | 427  | 550  | 582  | 585  | 612  | 601  | 590  | 552  |

| 1856 | 1861 | 1866 | 1872 | 1876 | 1881 | 1886 | 1891 | 1896 |
| ---- | ---- | ---- | ---- | ---- | ---- | ---- | ---- | ---- |
| 520  | 477  | 531  | 526  | 549  | 527  | 538  | 501  | 464  |

| 1901 | 1906 | 1911 | 1921 | 1926 | 1931 | 1936 | 1946 | 1954 |
| ---- | ---- | ---- | ---- | ---- | ---- | ---- | ---- | ---- |
| 466  | 426  | 409  | 397  | 373  | 360  | 322  | 318  | 285  |

| 1962 | 1968 | 1975 | 1982 | 1990 | 1999 | 2006 | 2011 | 2016 |
| ---- | ---- | ---- | ---- | ---- | ---- | ---- | ---- | ---- |
| 243  | 202  | 195  | 160  | 143  | 178  | 198  | 212  | 200  |

| 2021 | 2022 | - | - | - | - | - | - | - |
| ---- | ---- | - | - | - | - | - | - | - |
| 192  | 194  | - | - | - | - | - | - | - |

## Culture locale et patrimoine

### Lieux et monuments

#### Église Saint-Bomer
- Groupe sculpté du XVIe siècle : Vierge de Pitié,  Inscrit MH (1906)[26].

#### Château de la Grève
Ce château fut édifié au XVIIe siècle par Abel Servien, envoyé au congrès de Westphalie. Il est bâti sur un terre-plein entouré de douves avec deux pavillons d'entrée.

### Personnalités liées à la commune
- Alexis de Castillon (1838-1873), compositeur français, inhumé dans le cimetière communal.
- Georges de Castillon de Saint-Victor (1870-1962), homme politique, aéronaute et Jésuite.